# Дайтинг
Дайтинг (нем. Daiting) — община в Германии, в земле Бавария. 
Подчиняется административному округу Швабия. Входит в состав района Донау-Рис.  Население составляет 786 человек (на 31 декабря 2010 года). Занимает площадь 25,44 км².
Коммуна подразделяется на 5 сельских округов.